# Une eau-forte
Une eau-forte est un roman de Jean Métellus paru en 1983 aux éditions Gallimard (Paris).

## Présentation
Dans le village de Môtiers, l’histoire d’un peintre célèbre, Hermann von Doreckstein, à la mort duquel on ne retrouve trace d’aucune de ses œuvres à l’exception d’une eau-forte – magnifiquement belle – représentant Jean-Jacques Rousseau astronome.

## Place dans l'œuvre de Métellus
Troisième roman de Jean Métellus, ce livre s'inscrit en rupture dans son œuvre, puisque pour la première fois, l'auteur se détache de son thème de prédilection, Haïti, en situant son action en Suisse,. Interviewé à ce sujet par Jeune Afrique, il revendique en tant qu'Haïtien lui-même son droit à sortir des thèmes imposés et des clichés, et son souhait de rompre avec l'idée « que l'écrivain haïtien ne peut fournir que boudin-créole, femme-jardin ou banane pesée ». 

## Style du livre
Le roman se présente comme une enquête policière, menée par les fils du peintre Doreckstein à la recherche d'une explication sur cette absence d'héritage artistique. Formellement, les témoignages de 10 habitants sont entrecoupés d'analepses de l'auteur qui revient sur la vie du peintre, le tout étant ponctué par les commentaires de la vox populi. La discordance des témoignages construit le portrait d'un homme tout d'abord insaisissable, décrit par l'un comme égoïste et par l'autre comme généreux, humble versus orgueilleux, mystique versus parasite de la société, indifférent versus sensible, avant que les éléments ne se rassemblent pour former un tout cohérent,. Le cheminement vers la découverte de la personnalité du peintre s'achève avec la découverte de son journal intime, qui confirme avec la multiplicité de ses échecs qu'il est un peintre raté, sans toutefois permettre de découvrir l'homme qu'il est secrètement. 

## Réception
Dans les médias, certains critiques sont déconcertés de voir un homme noir parler des Blancs et évoquer la Suisse, et appuient en cela le point de vue de Métellus. Le Monde rapporte : « Métellus transgresse ainsi un interdit tacite : on trouve, dit-il, assez exotique, voire inconvenant, qu'un écrivain noir parle de la Suisse ». Selon la biographe de Métellus, La Quinzaine littéraire et Les Nouvelles littéraires s'enferment dans des lieux communs en adoptant un cadre d'analyse stéréotypé où traiter de Haïti devrait se faire sur un ton lyrique, tandis que pour aborder le sujet de la Suisse calviniste il faudrait un ton empreint de rigueur.

## Distinction
L'ouvrage reçoit en 1984 le Prix Roland-de-Jouvenel décerné par l'Académie française. 